# Marie Chatardová
Marie Chatardová, née le 6 mars 1963 à Znojmo, est une avocate et diplomate tchèque. 

## Biographie
Marie Chatardová est née à Znojmo, alors en Tchécoslovaquie. Sa famille vient de la région de Moravie-du-Sud, précisément des environs du village de Mramotice. À l'âge de dix ans, elle déménage avec ses parents à Brno où elle poursuit ses études au lycée Křenová. En 1985, elle obtient un doctorat en droit à la faculté de droit de l'université Masaryk à Brno.

## Carrière
De 1985 à 1990, Marie Chatardová est engagée au Bureau des marques déposée à Prague. Après la révolution de Velours, elle devient avocate, spécialisée en droit des affaires.
En 1994, elle rejoint le service d'analyse et de planification du ministère des Affaires étrangères de la République tchèque. De 1995 à 1999, elle travaille à la mission permanente de la République tchèque à Bruxelles, où elle se concentre sur la coopération dans le domaine de la justice et des affaires intérieures.
En 2000, elle devient directrice du département de la communication stratégique du ministère des Affaires étrangères de la République tchèque, et deux ans plus tard, le président Václav Havel la nomme ambassadeur de la République tchèque en Suède. De retour à Prague, elle devient directrice du protocole diplomatique en 2007.
En 2010, le président Václav Klaus la nomme ambassadeur en France, auprès de la principauté de Monaco et représentante permanente auprès de l'Organisation internationale de la francophonie. En 2013, s'ajoute le poste de représentante permanente auprès de l'UNESCO où elle est notamment présidente du Comité sur les conventions et recommandations de 2013 à 2015.
En 2016, elle est nommée représentante permanente auprès des Nations unies par le président Miloš Zeman. À ce poste en juillet 2017, elle est élue présidente du Conseil économique et social des Nations unies. Elle est la troisième femme de l'histoire à occuper l'une des trois fonctions les plus importantes de l'ONU.
Elle est classée quatrième parmi les femmes les plus influentes de République tchèque selon le magazine tchèque 44Forbes44 pour 2017.
En octobre 2021, elle est nommée ambassadrice au Royaume-Uni.

## Vie privée
Marie Chatardová est mariée à Benoît E. Chatard. Elle a trois enfants : Lucie (1986), Benoît (1993) et Marien (2002).

## Distinctions
- Commandeur de la Légion d'honneur (2016) - pour services rendus dans le développement des relations tchéco-françaises[9]. Elle est la première femme de la République tchèque élevée à ce grade depuis 1918[10].
- Officier de l'ordre de Saint-Charles (2016) - pour ses services dans le développement des relations tchéco-monégasques[11].